# لرتا لانگ
لُرتا لانگ (انگلیسی: Loretta Long؛ زادهٔ ۴ اکتبر ۱۹۳۸) یک هنرپیشه اهل ایالات متحده آمریکا است. وی از سال ۱۹۶۹ میلادی تاکنون مشغول فعالیت بوده‌است.

## گزیده فیلمشناسی
از فیلم‌ها یا برنامه‌های تلویزیونی که وی در آن نقش داشته‌است می‌توان به آثار زیر اشاره کرد.
- سسمی استریت (۱۹۶۹-اکنون)